# George O'Hanlon
George Samuel O'Hanlon (Brooklyn, 23 de novembro de 1912 - Los Angeles, 11 de fevereiro de 1989) foi um ator, comediante, escritor, dublador e diretor estadunidense. Ele era mais conhecido por seu papel como Joe McDoakes no longa-metragem Joe McDoakes de ação ao vivo da Warner Bros. de 1942 a 1956 e como a voz de George Jetson na série de televisão animada de Hanna-Barbera, no horário nobre de 1962, The Jetsons e seu renascimento de 1985.

## Vida pregressa
George O'Hanlon nasceu em 23 de novembro de 1912 em Brooklyn, Nova York.

## Carreira

### Filme
Desde o início da década de 1940, O'Hanlon foi um comediante de personagens de longas-metragens, geralmente interpretando o amigo cínico do herói nas ruas. Ele apareceu em vários estúdios enquanto continuava o papel de Joe McDoakes na Warner Bros. Depois que a série McDoakes terminou em 1956, O'Hanlon voltou ao trabalho dos personagens, principalmente na televisão (duas raras aparições no cinema pós-McDoakes estão em Bop Girl Goes Calypso e Kronos, ambos de 1957).

### Televisão
Na temporada de 1953-54, O'Hanlon apareceu várias vezes no The Dennis Day Show da NBC. Em 1957, ele interpretou Charlie Appleby no episódio I Love Lucy, "Lucy and Superman". Em 1958, O'Hanlon interpretou um publicitário de Nova York para uma modelo, Loco Jones (Barbara Eden) na comédia romântica How to Marry a Millionaire.
Em 1962-63, ele dublou um de seus personagens mais importantes, George Jetson, no original The Jetsons, um papel que ele repetiria 20 anos depois em três filmes.
No outono de 1964, ele apareceu como motorista de táxi no drama de 13 episódios da CBS The Reporter, estrelado por Harry Guardino. Em 1966, O'Hanlon apareceu ao lado de Jackie Gleason como o "cunhado" de Ralph Kramden, no primeiro programa de TV de Gleason na temporada de 1966-67. Ele também fez várias aparições em Love, da American Style, da ABC, uma série para a qual ele escreveu os roteiros e também dirigiu vários episódios.
Em 1971, O'Hanlon apareceu como treinador de ursos em The Partridge Family, temporada 2, episódio 6, "What's Happened to Moby Dick?", Um bêbado em The Odd Couple, temporada 2, episódio 6, "Murray the Fink" e um bêbado em Adam-12, temporada 4 episódio 1, "Extortion".

### Escritor
Além de atuar, o comediante escreveu roteiros e também escreveu o storyboard de quase todos os curtas de Joe McDoakes. Ele escreveu histórias para séries de televisão na década de 1960, como Petticoat Junction, 77 Sunset Strip, e escreveu episódios para The Flintstones, de Hanna-Barbera. Ele também fez o teste para o papel de Fred Flintstone, mas perdeu para Alan Reed; no entanto, ele foi lembrado quando chegou a hora de lançar os Jetsons. Ele disse uma vez: "George Jetson é um homem comum, ele tem problemas com seu chefe, ele tem problemas com seus filhos e assim por diante. A única diferença é que ele vive no próximo século".

## Vida pessoal
O'Hanlon foi casado três vezes; ele foi casado com Inez Witt de 1932 a 1948. Depois de se divorciar de Witt, ele se casou com a atriz Martha Stewart em 1949, e eles se divorciaram em 1952 após três anos de casamento. Em 1953, O'Hanlon casou-se com Nancy Owens, uma colega atriz, e eles tiveram dois filhos (ator George O'Hanlon, Jr. e filha Laurie O'Hanlon, uma enfermeira). Eles permaneceram casados até a morte dele.

## Anos finais
Em meados da década de 1980, Hanna-Barbera reviveu o The Jetsons e trouxe de volta seu elenco original de O'Hanlon, Daws Butler, Mel Blanc, Don Messick, Penny Singleton, Jean Vander Pyl e Janet Waldo. O'Hanlon havia sofrido um AVC e estava cego e com mobilidade reduzida. Ele gravou seu diálogo em uma sessão separada dos outros membros do elenco, tendo todas as falas lidas a ele pelo diretor de gravação Gordon Hunt e depois recitado uma de cada vez.
Em 11 de fevereiro de 1989, logo após a gravação do diálogo para Jetsons: The Movie. O'Hanlon reclamou de dor de cabeça e foi levado ao Hospital Saint Joseph em Burbank, Califórnia, onde morreu de um segundo AVC. De acordo com Andrea Romano, que era diretora de elenco de Hanna-Barbera na época, O'Hanlon achou difícil ler e ouvir e, no final, ele morreu fazendo o que amava. O filme foi dedicado a ele, juntamente com Mel Blanc, co-estrela de Jetsons, que morreu quase cinco meses depois. Ambos foram substituídos por Jeff Bergman para terminar o filme.
Ele está enterrado no Pierce Brothers Valley Oaks Cemetery em Westlake Village, Califórnia.

## Filmografia
- The Death Kiss (1932) - Bystander / Man Sitting on Curb (não-acreditado)
- High Gear (1933) - Reporter / Spectator in Grandstand (não-acreditado)
- Beggar's Holiday (1934) - Bellhop (não-acreditado)
- The Girl Friend (1935) - Chorus Boy in Play (não-acreditado)
- Hollywood Hotel (1937) - Casting Assistant (não-acreditado)
- Blondes at Work (1938) - Third Newsboy (não-acreditado)
- Women Are Like That (1938) - Page (não-acreditado)
- My Lucky Star (1938) - Student in Girls of Hampshire Hall Skit (não-acreditado)
- Secrets of an Actress (1938) - Flowers Delivery Boy (não-acreditado)
- Brother Rat (1938) - Orderly (não-acreditado)
- The Adventures of Jane Arden (1939) - Crapshooter (uncredited)
- Daughters Courageous (1939) - Dancer (não-acreditado)
- Hell's Kitchen (1939) - Usher (não-acreditado)
- Dust Be My Destiny (1939) - Man at Bank After Robbery (não-acreditado)
- Off the Record (1939) - Messenger Boy (não-acreditado)
- A Child Is Born (1939) - Young Husband (não-acreditado)
- Swanee River (1939) - Ticket Taker (não-acreditado)
- The Fighting 69th (1940) - Eddie Kearney (não-acreditado)
- Saturday's Children (1940) - Office Worker at Party (não-acreditado)
- Sailor's Lady (1940) - Sailor
- The Bride Wore Crutches (1940) - Copy Boy (não-acreditado)
- City for Conquest (1940) - Newsboy (não-acreditado)
- Spring Parade (1940) - Peasant (não-acreditado)
- The Great Awakening (1941) - Peppi
- Navy Blues (1941) - Sailor (não-acreditado)
- Moon Over Her Shoulder (1941) - Bellboy (não-acreditado)
- Man from Headquarters (1942) - Weeks, Reporter
- Yokel Boy (1942) - Teller (uncredited)
- A Gentleman After Dark (1942) - Hotel bellboy (não-acreditado)
- Joe McDoakes (1942–1956) - Joe McDoakes
- Remember Pearl Harbor (1942) - Radio Operator (não-acreditado)
- Criminal Investigator (1942) - Powers
- Joe McDoakes shorts (1942–1956) - Joe McDoakes
- Ladies' Day (1943) - Bond Buyer (não-acreditado)
- Action in the North Atlantic (1943) - Navy Pilot (não-acreditado)
- All by Myself (1943) - Buck (não-acreditado)
- Two Tickets to London (1943) - Sailor (não-acreditado)
- Hers to Hold (1943) - Coast Guardsman with Tommy Gun (não-acreditado)
- Corvette K-225 (1943) - RCAL Wireless Operator (não-acreditado)
- Nearly Eighteen (1943) - Eddie
- Take Heed Mr. Tojo (1943) - Mr. Hook (voice, não-acreditado)
- Resisting Enemy Interrogation (1944) - American Pilot at Headquarters (não-acreditado)
- The Hucksters (1947) - Freddie Callahan (não-acreditado)
- The Spirit of West Point (1947) - Joe Wilson
- Heading for Heaven (1947) - Alvin Ponacress
- Are You with It? (1948) - Buster
- The Counterfeiters (1948) - Frankie Dodge
- June Bride (1948) - Scott Davis
- Joe Palooka in the Big Fight (1949) - Louie
- Zamba (1949) - Marvin
- The Tanks Are Coming (1951) - Sergeant Tucker
- Room for One More (1952) - Minor Role (não-acreditado)
- The Lion and the Horse (1952) - 'Shorty' Cameron
- Park Row (1952) - Steve Brodie
- Cattle Town (1952) - Shiloh
- So You Want to Learn to Dance (1953) - Joe McDoakes
- Battle Stations (1956) - Patrick Mosher
- Kronos (1957) - Dr. Arnold Culver
- Bop Girl Goes Calypso (1957) - Barney
- The Vanishing Duck (1958) - George (voice, não-acreditado)
- The Million Dollar Duck (1971) - Parking Attendant
- Now You See Him, Now You Don't (1972) - Ted
- Charley and the Angel (1973) - Harry, Police Chief
- Rocky (1976) - TV Commentator #2
- Jetsons: The Movie (1990) - George Jetson (voz, morto duranprodução)

### Televisão
- The Dennis Day Show (1954) - Ele mesmo
- Abram espaço para o papai (1955–1961) - policial, garota
- Eu Amo Lucy (1957) - George Appleby (1957)
- Maverick (1958) - Morton Connors, primo Elmo e Caldwell
- The Jetsons (1962-1963, 1985-1987) - George Jetson, repórter russo, homem de vídeo da Molecular Motors, baterista (vozes)
- A Família Perdiz (1971) - Bear Man
- Missão Impossível (1973) - Capitão Douglas
- Sanford e Filho (1974) - Bêbado
- O maravilhoso mundo das cores de Walt Disney (1974) - Herb Evans
- The Flintstone Kids (1986–1988) - Vozes adicionais
- Os Jetsons encontram os Flintstones (filme de TV em 1987) - George Jetson (voz)
- Rockin 'with Judy Jetson (filme de TV em 1988) - George Jetson (voz)

### Trabalho de produção
- Joe McDoakes (1942–1956) - Roteirista da maioria dos curtas-metragens
- The Rookie (1959) - Diretor e roteirista
- The Ann Southern Show (1959–1960) - escritor (2 episódios)
- The Gallant Men (1962-1963) - escritor (2 episódios)
- Grindl (1963) - escritor (2 episódios)
- 77 Sunset Strip (1963) (escritor) - 2 episódios
- Para aqueles que pensam jovens (1964) - Roteirista
- Petticoat Junction (1965) - Escritor (2 episódios)
- The Flintstones (1966) - Escritor (Episódio: "Curtain Call at Bedrock")
- Gilligan's Island (1965–1966) - Escritor (2 episódios)
- Jackie Gleason: American Size Magazine (1966) - Escritor (1 episódio)
- The Jackie Gleason Show (1967) - Escritor (1 episódio)
- I Sailed to Tahiti with All Girl Crew (1968) - Escritor
- Amor, estilo americano (1973) - Escritor (1 episódio)